# Callimetopus irroratus
Callimetopus irroratus là một loài bọ cánh cứng trong họ Cerambycidae.